# سجاد ستاری
سجاد ستاری‌نژاد؛ (زاده ۲۸ مرداد ۱۳۸۰ در کرج) ورزشکار موی‌تای و کیک‌بوکسور ایرانی است.  
او در حال حاضر قهرمان ورزشگاه «راجادمنرن» و قهرمان جهان وزن ولترویت WBC موی‌تای است.  
ستاری، در رده‌بندی WMO در وزن ولترویت، در جایگاه پنجم جهان قرار گرفت.

## دوران موی‌تای
ستاری بین سال‌های ۲۰۱۶ تا ۲۰۱۸ موفق به کسب دو قهرمانی و یک نایب‌قهرمانی در رقابت‌های جهانی ردهٔ جوانان فدراسیون بین‌المللی موی‌تای آماتور (IFMA) شد.
او در سال ۲۰۱۷ مدال نقرهٔ مسابقات آزاد EMF را به دست آورد.  
در سال ۲۰۱۸ نیز علاوه بر کسب مدال طلا، به عنوان بهترین مبارز فنی در ردهٔ جوانان شناخته شد.
ستاری سه بار در کشور کامبوج مبارزه کرد. در سال ۲۰۱۹، او در سالن CNC حریفش Elite Pheakdey را شکست داد، اما در همان سالن دو بار برابر Long Samnang با امتیاز بازنده شد.
در ماه می ۲۰۲۲، او نخستین ایرانی شد که موفق به کسب عنوان قهرمانی جهان موی‌تای WBC گردید.

## افتخارات
- فدراسیون بین‌المللی موی تای آماتور
  -  ۲۰۱۶ قهرمانی جوانان جهان IFMA
  -  ۲۰۱۷ قهرمانی جوانان جهان IFMA[۱۵]
  -  ۲۰۱۸ قهرمانی جوانان جهان IFMA[۱۶]
- جام آزاد EMF
  -  ۲۰۱۷
  -  ۲۰۱۸ (بهترین مبارز فنی ردهٔ جوانان)
- شورای جهانی بوکس موی تای
  - ۲۰۲۲ – قهرمانی جهان وزن ۶۶٫۷ کیلوگرم
- ورزشگاه راجادمنرن
  - ۲۰۲۳ – قهرمان وزن ولترویت (۱۴۷ پوند)[۱۷]

|}